# Guatemala International 2023
Die Guatemala International 2023 im Badminton fanden vom 8. bis zum 12. November 2023 in Guatemala-Stadt statt.

## Sieger und Platzierte
| Disziplin    | Gold                               | Silber                                         | Bronze                                           |
| ------------ | ---------------------------------- | ---------------------------------------------- | ------------------------------------------------ |
| Herreneinzel | Kevin Cordón                       | Giovanni Toti                                  | Fabio Caponio                                    |
| Herreneinzel | Kevin Cordón                       | Giovanni Toti                                  | Imran Wadia                                      |
| Dameneinzel  | Ishika Jaiswal                     | Sophia Nong                                    | Haramara Gaitan                                  |
| Dameneinzel  | Ishika Jaiswal                     | Sophia Nong                                    | Vanessa Maricela Garcia Contreras                |
| Herrendoppel | Job Castillo Luis Montoya          | Koceila Mammeri Youcef Sabri Medel             | Kelvin Chong William Hu                          |
| Herrendoppel | Job Castillo Luis Montoya          | Koceila Mammeri Youcef Sabri Medel             | Jose Luis Granados Morales Antonio Emanuel Ortiz |
| Damendoppel  | Diana Corleto Soto Nikte Sotomayor | Jackie Dent Crystal Lai                        | Romina Fregoso Miriam Jacqueline Rodriguez Perez |
| Damendoppel  | Diana Corleto Soto Nikte Sotomayor | Jackie Dent Crystal Lai                        | Emma Meng Sophia Nong                            |
| Mixed        | Koceila Mammeri Violette Mammeri   | Luis Montoya Miriam Jacqueline Rodriguez Perez | Imran Wadia Crystal Lai                          |
| Mixed        | Koceila Mammeri Violette Mammeri   | Luis Montoya Miriam Jacqueline Rodriguez Perez | Christopher Martínez Mariana Isabel Paiz Quan    |